# 녹두로 (고창군)
녹두로(Nokdu-ro)는 전북특별자치도 고창군 무장면 무장면 행정복지센터 교차로에서 고창군 고창읍 읍내삼거리를 잇는 도로이다

## 주요 경유지
전북특별자치도
- 고창군 (무장면 - 아산면 - 고창읍)

## 노선
| 이름                       | 접속 노선                         | 소재지 | 소재지 | 비고 |
| -------------------------- | --------------------------------- | ------ | ------ | ---- |
| 무장면 행정복지센터 교차로 | 무장읍성길 무장남북로             | 고창군 | 무장면 |      |
| 아산교                     |                                   | 고창군 | 아산면 |      |
| 고인돌 교차로              | 국도 제15호선 (동서대로)          | 고창군 | 고창읍 |      |
| 오산교                     |                                   | 고창군 | 고창읍 |      |
| 주곡 교차로                | 국도 제15호선 (동서대로)          | 고창군 | 고창읍 |      |
| 읍내사거리                 | 국도 제23호선 (고인돌대로) 동리로 | 고창군 | 고창읍 |      |

## 주요 시설및 건물
- 대아초등학교 (녹두로 776/하갑리 181)
- 아산면행정복지센터 (녹두로 786/하갑리 190-2)
- 농협 선운산농협하나로마트 아산점 (녹두로 792/상갑리 333-3)
- 아산파출소 (녹두로 796/상갑리 335-2)
- 고창아산우체국 (녹두로 798/상갑리 336)
- CU 고창아산점 (녹두로 801/상갑리 337-1)
- GS칼텍스 아산주유소 (녹두로 805/상갑리 338-2)
- S-OIL 유정주유소 (녹두로 924/봉덕리 203-3)
- GS칼텍스 고창IC주유소 (녹두로 1171/주곡리 380-7)
- 수협 고창수협주유소 (녹두로 1272/덕산리 880-1)
- 고창소방서 (녹두로 1294/읍내리 1055)